# Raffinerie Domino Sugar
La raffinerie de sucre Domino (en anglais, Domino Sugar Refinery) est un complexe à usage mixte et une ancienne raffinerie de sucre située dans le quartier de Williamsburg à Brooklyn, à New York, le long de l'East River. Lorsqu'elle était active en tant que raffinerie, elle était exploitée par l'American Sugar Refining Company de la famille Havemeyer, qui produisait du sucre de marque Domino et était l'une des nombreuses usines sucrières de l'East River, au nord de Brooklyn.
La première raffinerie familiale à Williamsburg ouvre ses portes en 1856. Après un incendie, le complexe actuel est reconstruit en 1882. L'American Sugar Refining Company s'est développée pour contrôler la majeure partie de l'industrie sucrière aux États-Unis à la fin du XIXe siècle, la raffinerie de Brooklyn étant sa plus grande usine. De nombreux types de sucre différents étaient raffinés dans l'usine et celle-ci employait jusqu'à 4 500 travailleurs à son apogée en 1919. La demande a commencé à décliner dans les années 1920 avec les progrès du raffinage du sucre et la construction d'autres installations, mais la raffinerie a continué à fonctionner jusqu'en 2004.
Au début du XXIe siècle, la raffinerie est réaménagée en bureaux, tours résidentielles et parc. La maison de filtration, de cuve et de finition du complexe est devenue un monument désigné par la ville de New York en 2007, en raison de son importance historique comme l'une des nombreuses entreprises industrielles du front de mer de Brooklyn. La première nouvelle tour a ouvert ses portes en 2017. En 2024, le réaménagement de la raffinerie comprend quatre tours achevées ; la maison de filtration, de cuve et de finition ; et un parc au bord de l'eau appelé Domino Park.

## Raffinerie
Le front de mer industriel de Brooklyn est développé au XIXe siècle avec la construction de centres de transport maritimes majeurs tels que le bassin atlantique de Red Hook, le Brooklyn Navy Yard et Industry City. Le village de Williamsburgh, dans le nord de Brooklyn, a été constitué sur les rives de l'East River en 1827, la plupart des entreprises étant situées sur le front de mer, et après être devenu une partie de la ville de Brooklyn en 1855, Williamsburg s'est rapidement développé.
Les cousins d'origine allemande Havemeyer, avaient établi leur première raffinerie de sucre sur Vandam Street, dans l'actuel Hudson Square, à Manhattan, en 1807,. Frederick C. Havemeyer Jr., qui rejoignit l'entreprise familiale Havemeyer en 1823, aida l'exploitation à devenir une grande société de raffinage du sucre,.

### Installation d'origine
Au milieu du XIXe siècle, les opérations de raffinage du sucre de la famille Havemeyer étaient devenues devenues trop grandes pour son usine de Manhattan, et déménagèrent à  Williamsburg,. La raffinerie Havemeyers & Elder, également appelée Yellow Sugar House,, était la plus grande des usines de la famille Havemeyer,,.
La construction de la nouvelle salle de filtration était en cours lorsque la raffinerie d'origine a brûlé le 8 janvier 1882,,. L'incendie a détruit plusieurs entrepôts et  bâtiments,. Les dommages ont été estimés à 1,5 million de dollars, bien que les polices d'assurance aient couvert environ la moitié des pertes et entraîné la suppression de 1 200 à 2 000 emplois. Sa destruction a entraîné une augmentation des prix du sucre dans tout le pays.

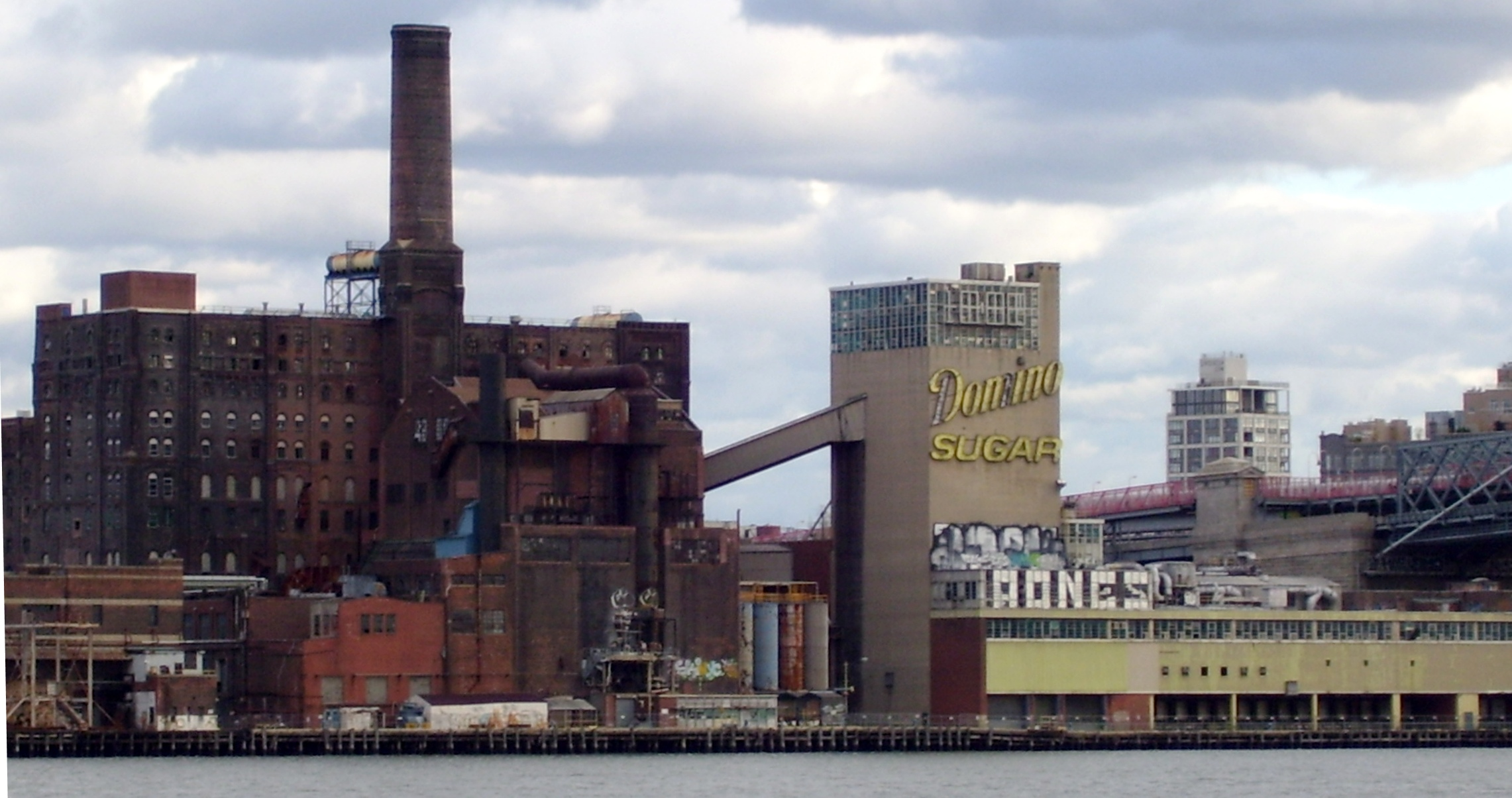
Raffinerie de sucre Domino derrière l'East River, vue de Manhattan à l'ouest

En février 1882, Theodore Havemeyer acheta une raffinerie à Red Hook, Brooklyn, afin que les opérations puissent redémarrer pendant la construction de la nouvelle raffinerie,. Selon le Brooklyn Daily Eagle, Theodore Havemeyer a supervisé la construction des nouvelles structures,'. La reconstruction a été financée en partie par l'argent des assurances et la vente d'actifs,, et a été achevée en juillet 1883. En tout, les travaux ont coûté 7 millions de dollars de l'époque,.
La nouvelle structure de la raffinerie a donné à la famille Havemeyer un avantage concurrentiel important en raison de sa taille et, en 1884, l'usine reconstruite employait 1 000 hommes qui produisaient 5 000 barils de sucre par jour. La famille a créé la Sugar Refineries Company ou Sugar Trust à la fin de 1887,, qui a contrôlé 98 % de la production de sucre des États-Unis, avant la loi antitrust de 1891. Un compte rendu de l'exploitation de l'usine en 1894 indiquait que l'usine était « la plus grande de son genre au monde » avec sept bâtiments sur 65 hectares de terrain ; la raffinerie employait 3 000 ouvriers et utilisait 800 tonnes de charbon par jour, produisant 13 000 barils de sucre par jour. En 1896, American Sugar est devenue l'une des douze premières sociétés du Dow Jones Industrial Average. L'entreprise a continué à prospérer malgré de nouvelles lois antitrust et le fils de Frederick, Henry O. Havemeyer, a rebaptisé l'entreprise « Domino's Sugar » au début des années 1900.
De nombreux types de sucre différents étaient raffinés dans l’usine. Le sucre brut était expédié de quarante pays et de Floride,,,. Les produits sucrés étaient emballés dans des barils, qui étaient stockés dans les entrepôts à proximité.

### Utilisation ultérieure
American Sugar a créé l'East River Terminal Railroad en 1907 pour transporter le sucre entre la raffinerie et le terminal du district oriental de Brooklyn immédiatement au nord de la raffinerie de sucre,. American Sugar pensait que la raffinerie était si résistante au feu qu'elle n'avait pas besoin d'assurance. En 1917, pendant la Première Guerre mondiale, une explosion détruit une partie de l'usine, tuant entre six et douze ouvriers. Une foule de plus de 15 000 personnes s'est rassemblée pour assister à l'incendie de l'usine. Au départ, on craignait sérieusement que l'explosion ne soit l'œuvre d'agents allemands, car les Allemands étaient l'adversaire des États-Unis dans la guerre mais la cause réelle s'est avérée être l'inflammation des grains de sucre dans les machines de la raffinerie.
En 1919, la raffinerie comptait plus de 4 500 employés rémunérés; La même année, l'entreprise est devenue propriétaire d'une jetée au bout de Grand Street, à un pâté de maisons au nord de la raffinerie,. À l'époque, l'usine avait une masse salariale annuelle de 3,5 millions de dollars et fabriquait 70 000 tonnes de sucre par an. Le gouvernement de la ville de New York a autorisé l'entreprise à fermer les rues devant la raffinerie' .

#### Déclin

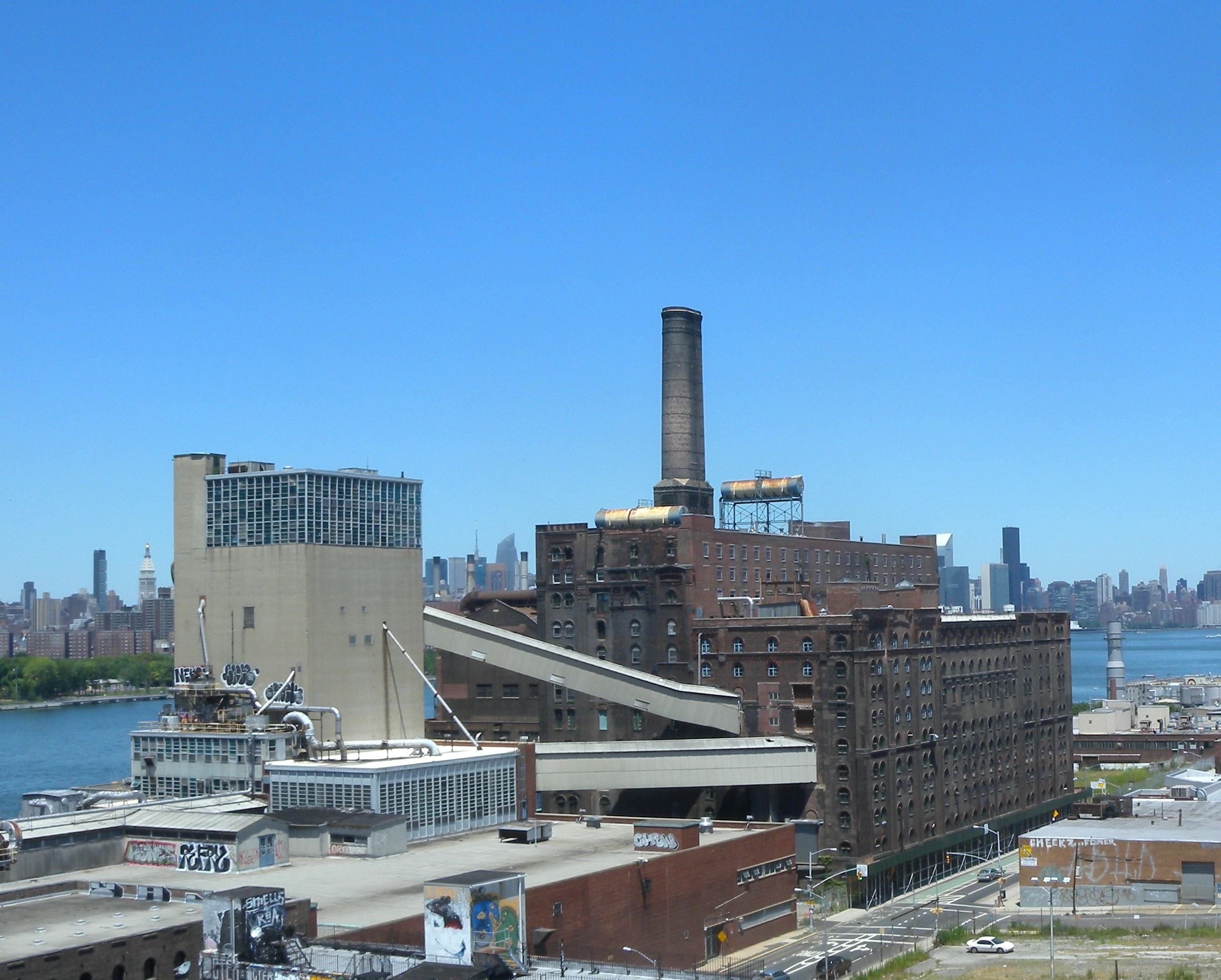
Vue du pont de Williamsburg au sud

Dès les années 1920, des changements à l’échelle de l’industrie entraînaient une réduction de l’utilisation de l’usine de Brooklyn. Après qu'American Sugar ait achevé une usine à Baltimore en 1922, les opérations de raffinage à Brooklyn ont été réduites. La société a également occupé un espace au 120 Wall Street dans le quartier financier de Manhattan en 1930, utilisant cet espace pour ses bureaux. La tonnellerie de la raffinerie a fermé ses portes en 1946 après que l'industrie ait cessé d'utiliser des fûts de bois pour expédier le sucre. L'emploi à l'usine a chuté après la fin de la Seconde Guerre mondiale en 1945 ; l'entreprise comptait 1 500 ouvriers en 1959. Les activités de recherche et développement ont été transférées en 1958 vers les installations d'American Sugar à Philadelphie. Malgré cela, l’entreprise a dépensé 16 millions de dollars pour agrandir ses installations dans les années 1960. American Sugar a été rebaptisée Amstar en 1970 et son bureau de New York a été transféré au 1251 Avenue of the Americas en 1971,. À la fin des années 1970, la raffinerie Amstar était la seule raffinerie de sucre restante sur le front de mer de Williamsburg.
La marque Amstar a été rachetée par la société britannique Tate & Lyle en 1988,. Trois ans plus tard, Amstar est devenue connue sous le nom de Domino Sugar, du nom de sa marque principale. L'emploi à la raffinerie de sucre Domino a continué de fondre et, en 1996, l'usine ne comptait plus que 450 travailleurs. Après l'expiration des contrats des travailleurs syndiqués fin 1998, Tate & Lyle a annoncé des améliorations à la raffinerie qui supprimeraient 100 emplois et affaibliraient les garanties syndicales,. En conséquence, 284 travailleurs se sont mis en grève en juin 1999,. Lorsque la grève a commencé, Domino a réduit ses opérations à la raffinerie, effectuant une grande partie du raffinage dans son usine de Baltimore avant de l'expédier à Brooklyn pour la finition. La grève a pris fin en février 2001, ce qui en fait l'une des plus longues de l'histoire de la ville. Bien que plus d'une centaine de travailleurs aient fait défection et soient retournés au travail, les grévistes restants ont accepté le plan de Tate & Lyle visant à supprimer 110 postes,. American Sugar Refining a racheté la marque et l'usine de Tate & Lyle la même année.
L'année suivante, American Sugar Refining a annoncé que l'usine Domino Sugar serait fermée en raison d'un manque de demande. La raffinerie a cessé de fonctionner en 2004,. Plus de 220 travailleurs ont alors été licenciés, une vingtaine étant retenus pour les opérations d'emballage précédant la fermeture du site.

## Plans de réaménagement
Les 4,5 hectares du site ont été achetés par CPC Resources, et le développeur de Brooklyn Isaac Katan en juillet 2004 pour 55,8 millions de dollars. À la suite d'un vaste rezonage du front de mer du nord de Brooklyn l'année suivante, les défenseurs de l'environnement ont fait pression pour sauver la raffinerie de sucre Domino et d'autres structures industrielles situées sur le front de mer. La Commission de préservation des monuments (LPC) a classé la Raffinerie comme monument officiel de la ville en 2007,. Bien que le panneau jaune « Domino Sugar » face à l'East River ne fasse pas partie de la désignation, le promoteur a proposé de conserver le panneau en l'affichant au-dessus de la maison de finition.
Le plan original du CPC pour le site, conçu par Rafael Viñoly, comprenait neuf bâtiments, dont quatre mesureraient plus de 90 mètres de haut. Le plan prévoyait 2 200 appartements, dont 660 seraient réservés comme logements abordables, ainsi qu'une école ; l'enseigne « Domino Sugar » sur la raffinerie serait conservée,. Le plan CPC a reçu le soutien du conseil municipal de New York en 2010. Cependant, le projet s'est heurté à l'opposition des résidents locaux, qui se sont opposés à l'ampleur du projet. En 2012, CPC a fait défaut sur son projet de développement de l'usine sucrière Domino,. La société de développement Two Trees Management a exprimé son intérêt pour le site en juin et l'a acheté pour 185 millions de dollars en octobre,.

### Proposition
Two Trees a soumis un nouveau plan de conception pour le site en 2013, conçu par SHoP Architects,. Le nouveau plan prévoyait 60 % d'espaces publics ouverts en plus sur un nouveau quadrillage de rues, autorisait un zonage à usage mixte et était conçu pour relier le quartier existant au nouveau front de rivière. Le plan de Two Trees réserverait toujours 660 des 2 200 appartements à des prix abordables, mais il inclurait également des bâtiments allant jusqu'à 50 étages, qui seraient parmi les plus hauts bâtiments de Brooklyn,. Bien que certains résidents du quartier se soient opposés au réaménagement, cette opposition a été plus limitée après que Two Trees a accepté d'ajouter davantage de logements abordables et de parcs. Le plan révisé s'est heurté à l'opposition du maire de New York, Bill de Blasio, qui souhaitait des logements encore plus abordables sur le site. En réponse, David Walentas a indiqué qu'il était prêt à revenir à l'ancien plan.
En mars 2014, la Commission d'urbanisme a approuvé les nouveaux plans, qui auraient coûté 1,5 milliard de dollars, après que Two Trees Management ait accepté d'inclure davantage de logements abordables. En échange, Two Trees a été autorisé à construire ses tours pouvant atteindre 55 étages,. Trois étages seraient construits au-dessus du bâtiment de l'usine existant.

### Réaménagement

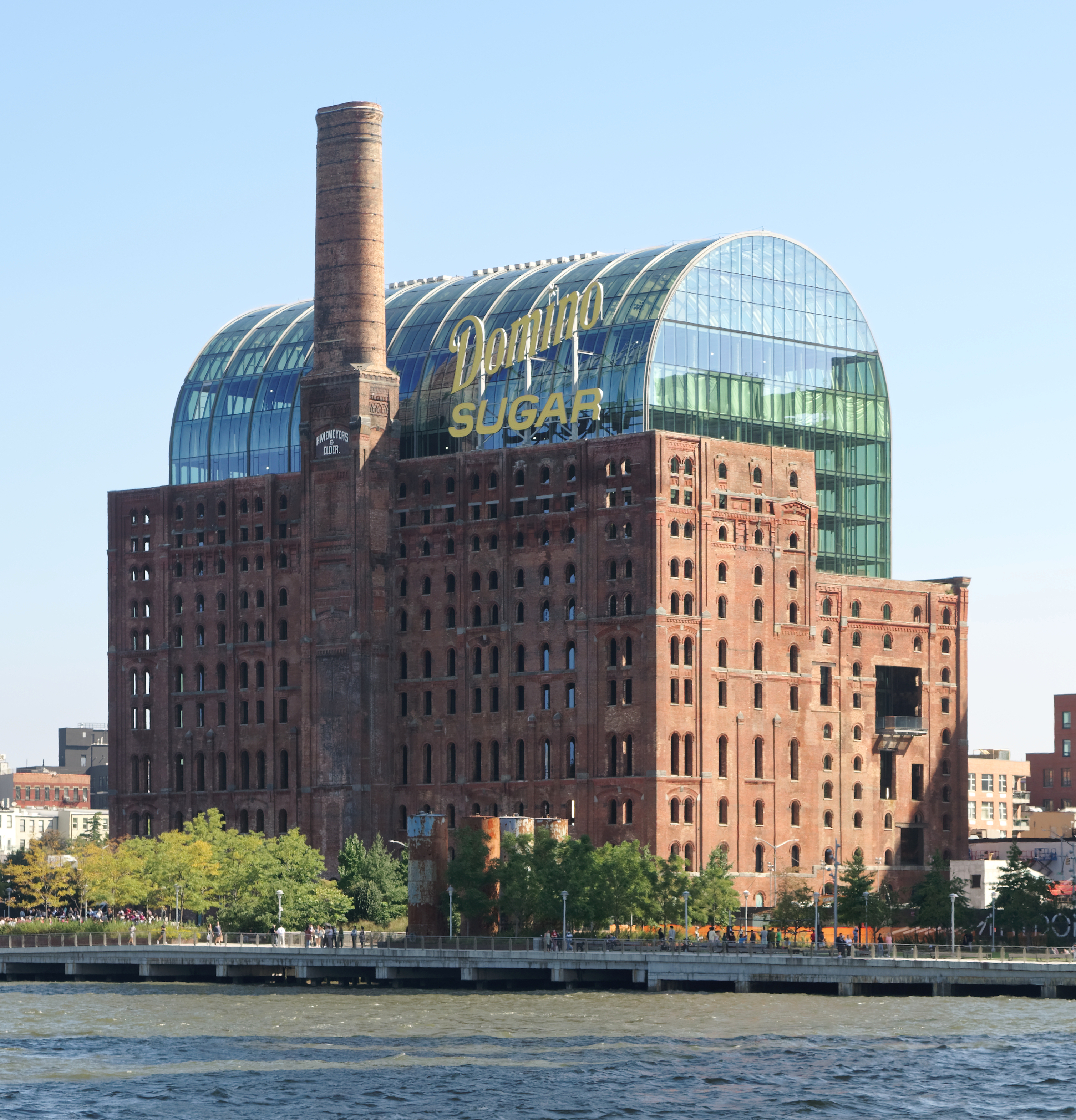
Le bâtiment de la Raffinerie rénové en 2023.

En 2014, le photographe David Allee a exploré les parties abandonnées de la raffinerie, déclarant qu'elles sentaient « la crème brûlée mélangée à de la moisissure et de la pourriture »,. La même année, de mai à juillet, l'artiste Kara Walker expose sa pièce A Subtlety dans la raffinerie,,,. La démolition des bâtiments non protégés était en grande partie terminée en décembre 2014,. Le 325 Kent Avenue a ouvert ses portes en juillet 2017, et les premiers résidents y ont emménagé le mois suivant,.
Un deuxième immeuble résidentiel, 260 Kent Avenue, a commencé sa construction début 2018. Le LPC a approuvé une refonte de la partie emblématique du complexe de raffinerie en novembre 2017,. Domino Park, un parc public situé le long du front de mer de l'East River, a ouvert ses portes en juin 2018,. Les tours interconnectées de One South First et Ten Grand ont ouvert en septembre 2019, suivi de Ten Grand en novembre,. Le premier locataire de bureaux de Ten Grand a signé un bail en décembre 2019,. Aucun autre locataire de bureaux n'avait signé de bail à Ten Grand avant le début de la pandémie de COVID-19 à New York début 2020, ce qui a entraîné une baisse significative de la demande d'espaces de bureaux physiques. Pendant la pandémie, Two Trees a loué un espace à Ten Grand à de nombreuses entreprises locales. Selon une analyse réalisée en 2022 par Curbed, « 85 % des fondateurs et dirigeants » des entreprises de Ten Grand vivaient soit à Williamsburg, soit dans les quartiers adjacents de Greenpoint et Bushwick.
Début 2021, la Raffinerie était en cours de rénovation. Two Trees a ouvert un lot de logements abordables parmi les 89 lots de One South First début 2022,. En août 2022, M&T Bank a accordé à Two Trees un prêt de 80 millions de dollars pour financer l'achèvement de la construction,. À la même époque, Two Trees a commencé à louer 43 000 mètres carrés de bureaux dans le bâtiment de la Raffinerie,. Les travaux sur le 346 Kent Avenue, une paire de tours de 31 et 36 étages situées à l'extrémité sud du projet, ont commencé en novembre 2022. Pour financer la construction du 346 Kent Avenue, Two Trees a reçu un prêt de 365 millions de dollars de JPMorgan Chase fin 2022,. Le nouveau toit voûté en verre du bâtiment de la raffinerie était en cours d'achèvement fin 2022, et une réplique de l'ancienne enseigne « Domino Sugar » a été installée sur le bâtiment en décembre de la même année. Two Trees a offert des allégements fiscaux aux entreprises qui déménageaient de Manhattan vers le bâtiment de la raffinerie. Le bâtiment de la raffinerie a rouvert ses portes le 27 septembre 2023,.

## Bâtiments
Le site de la raffinerie de sucre Domino s'étend sur 4,5 hectares sur l'East River au nord du pont de Williamsburg,. Une fois le réaménagement terminé, il comprendra 19 000 mètres carrés d'espaces communautaires et commerciaux ; 56 000 mètres carrés de bureaux ; 2 800 appartements, dont 700 abordables ; et 2 hectares d'un parc au bord de l'eau, le parc Domino. L'ensemble du complexe contiendra à terme cinq bâtiments résidentiels et coûtera 3 milliards de dollars.

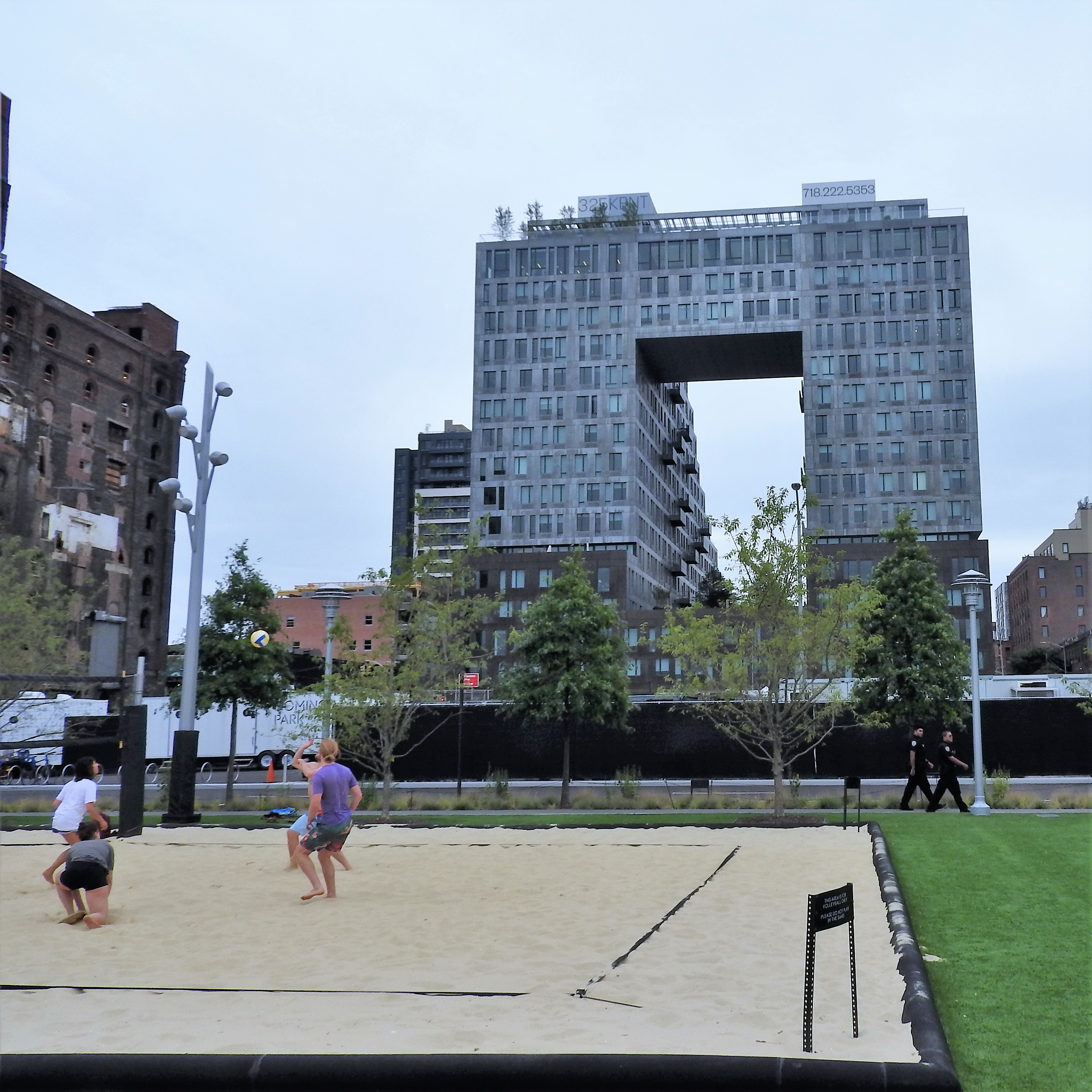
Domino Park, vers l'est en direction du 325 Kent Avenue

### Parc
Domino Park longe le front de mer de l'East River, à l'ouest de Kent Avenue. Conçu par le cabinet d'architectes James Corner, le parc public comprend des pièces de machines provenant de l'usine, ainsi que des jardins, une aire de jeux pour les enfants et des terrains de sports,. Une passerelle surélevée longe le parc,.
Lorsque la raffinerie a été reconstruite en 1882-1883, elle était composée de plusieurs structures,,. Une fois achevée, elle a été décrite comme étant la plus grande raffinerie de sucre des Amériques. Seuls le bac, le filtre et la maison de finition subsistent du complexe.

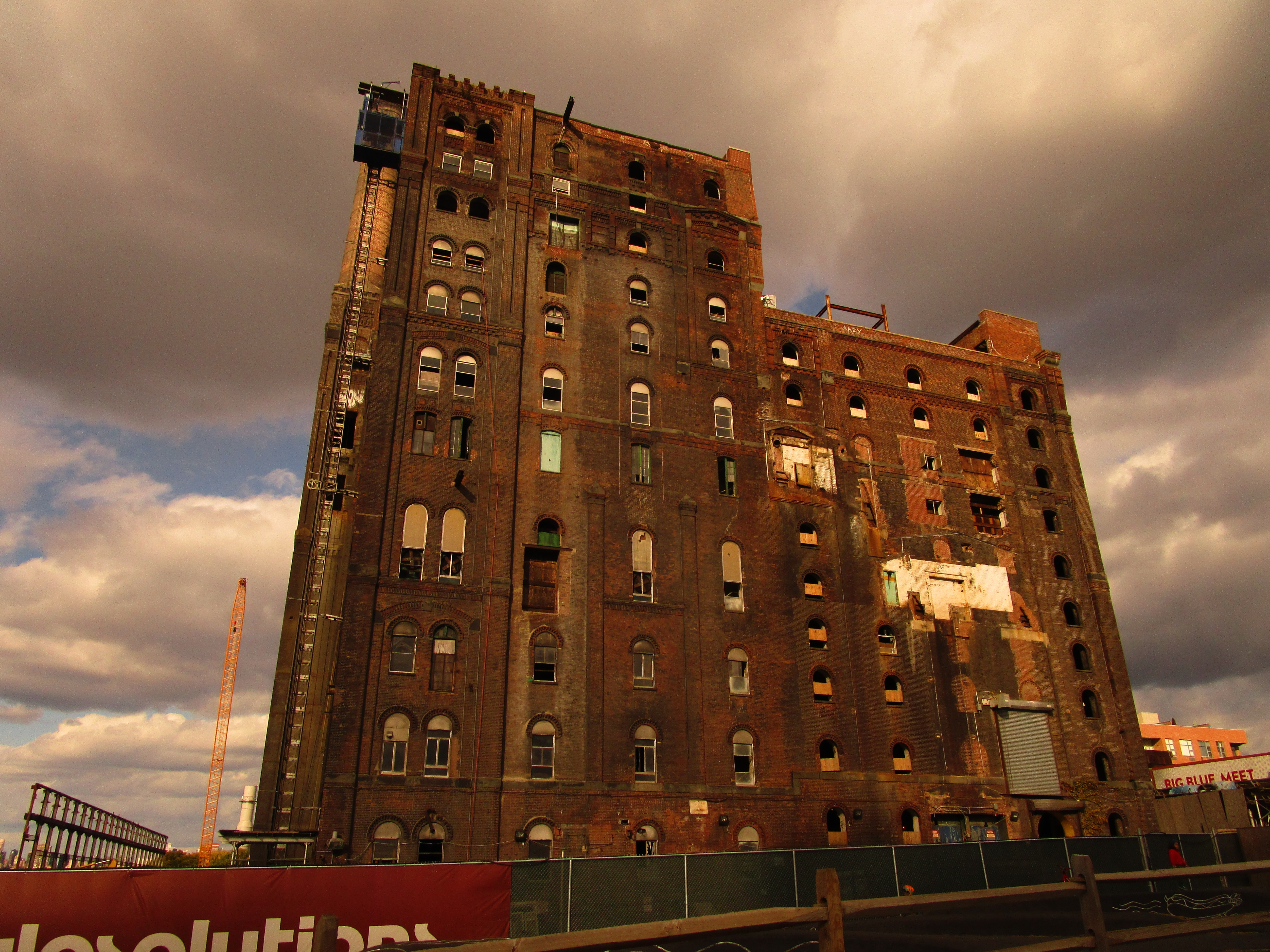
L'édifice vu du sud

La structure existante de la raffinerie se compose du Pan, du filtre et de la maison de finition, un monument classé par la ville de New York et conçu par Theodore Havemeyer, Thomas Winslow et J.E. James,,.

#### Anciens bâtiments
Les anciens bâtiments de la raffinerie comprennent le hangar à sirop, le lavoir, la salle des turbines, la centrale électrique et la salle des pompes. Plusieurs portiques étaient situés sur le front de mer, déchargeant le sucre. Les grues roulaient sur des chenilles de 130 mètres de long.
Le complexe contenait également une « structure de bac » dans laquelle les grains de sucre étaient classés par taille, ainsi que des ponts convoyeurs menant au bâtiment de la raffinerie. Une enseigne jaune « Domino Sugar », datant des années 1920, était accrochée sur l'un des bâtiments faisant face au front de mer. En décembre 2022, une réplique de l’ancienne enseigne a été installée sur la raffinerie.
Une chaufferie à deux étages était située le long de l'East River, à l'ouest du bâtiment de la raffinerie,. Un entrepôt était situé à côté de la chaufferie,. La raffinerie utilisait également de grandes quantités d'eau douce : en 1903, on estimait que la raffinerie utilisait à elle seule 2 % de l'approvisionnement en eau de Brooklyn.